# Шведчина
Шведчина (укр. Шведчина) — село в Семёновском районе Черниговской области Украины. Население 68 человек. Занимает площадь 0,34 км².
Код КОАТУУ: 7424786009. Почтовый индекс: 15471. Телефонный код: +380 4659.

## Власть
Орган местного самоуправления — Старогутковский сельский совет. Почтовый адрес: 15470, Черниговская обл., Семёновский р-н, с. Старая Гутка, ул. Центральная, 2.

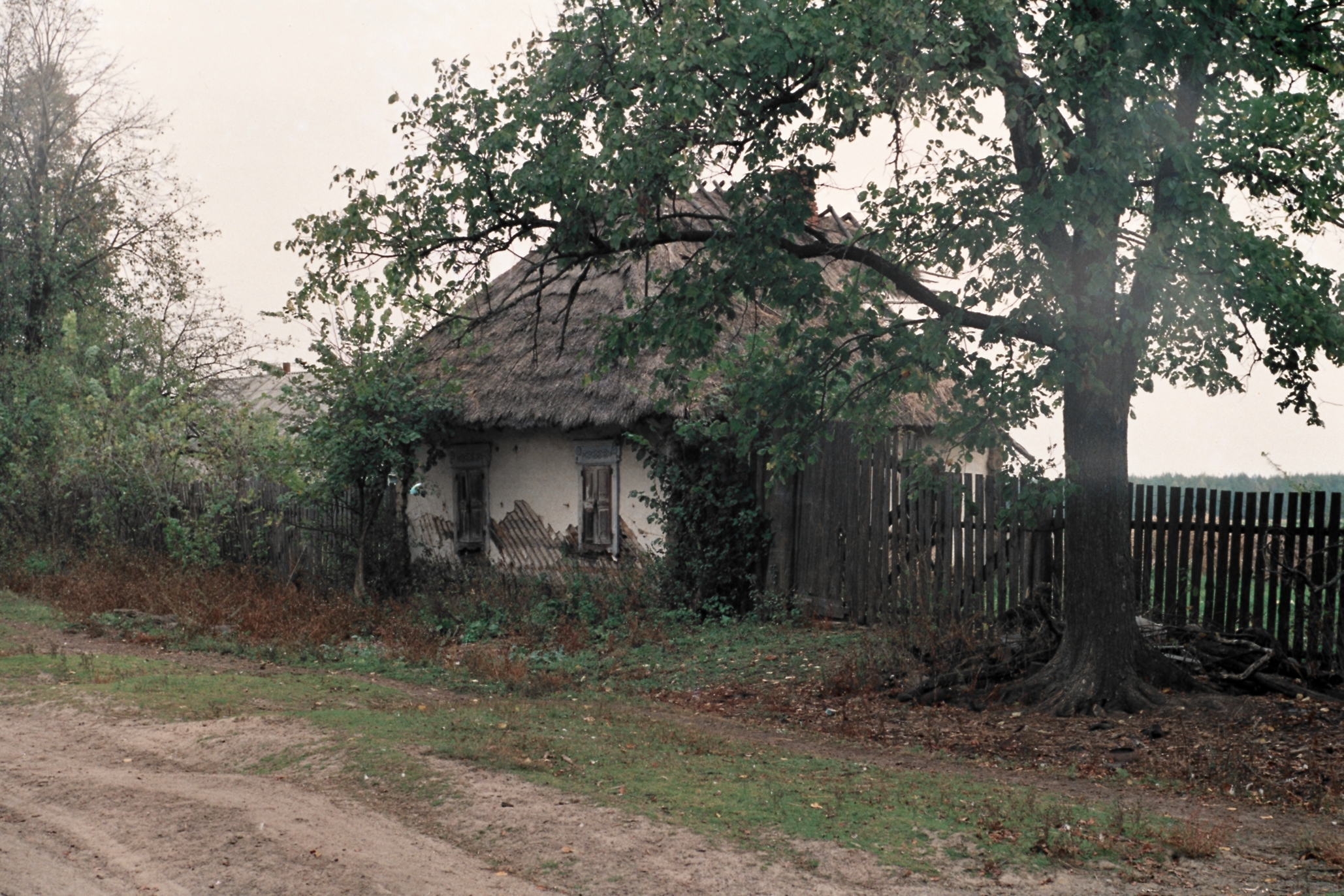
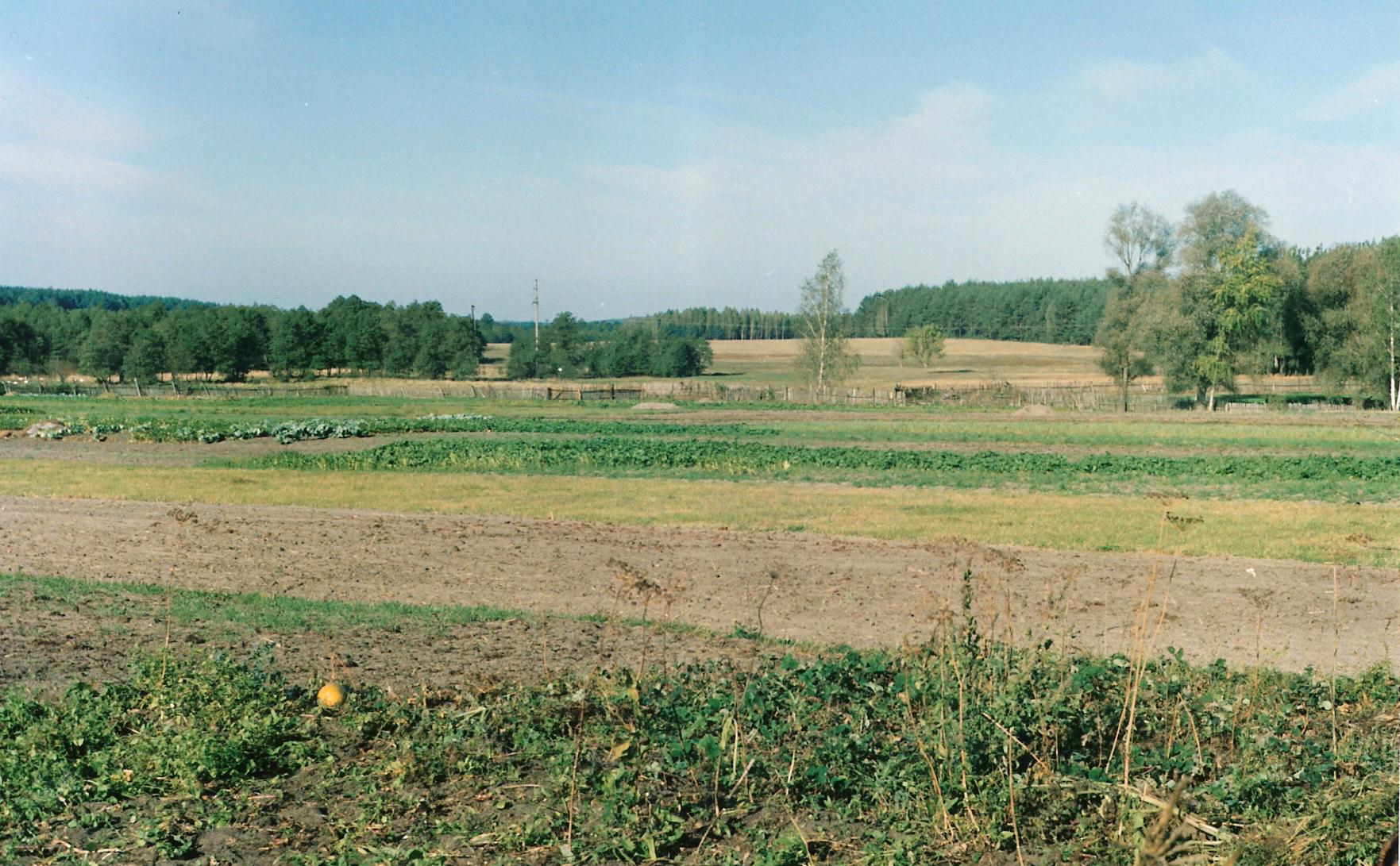
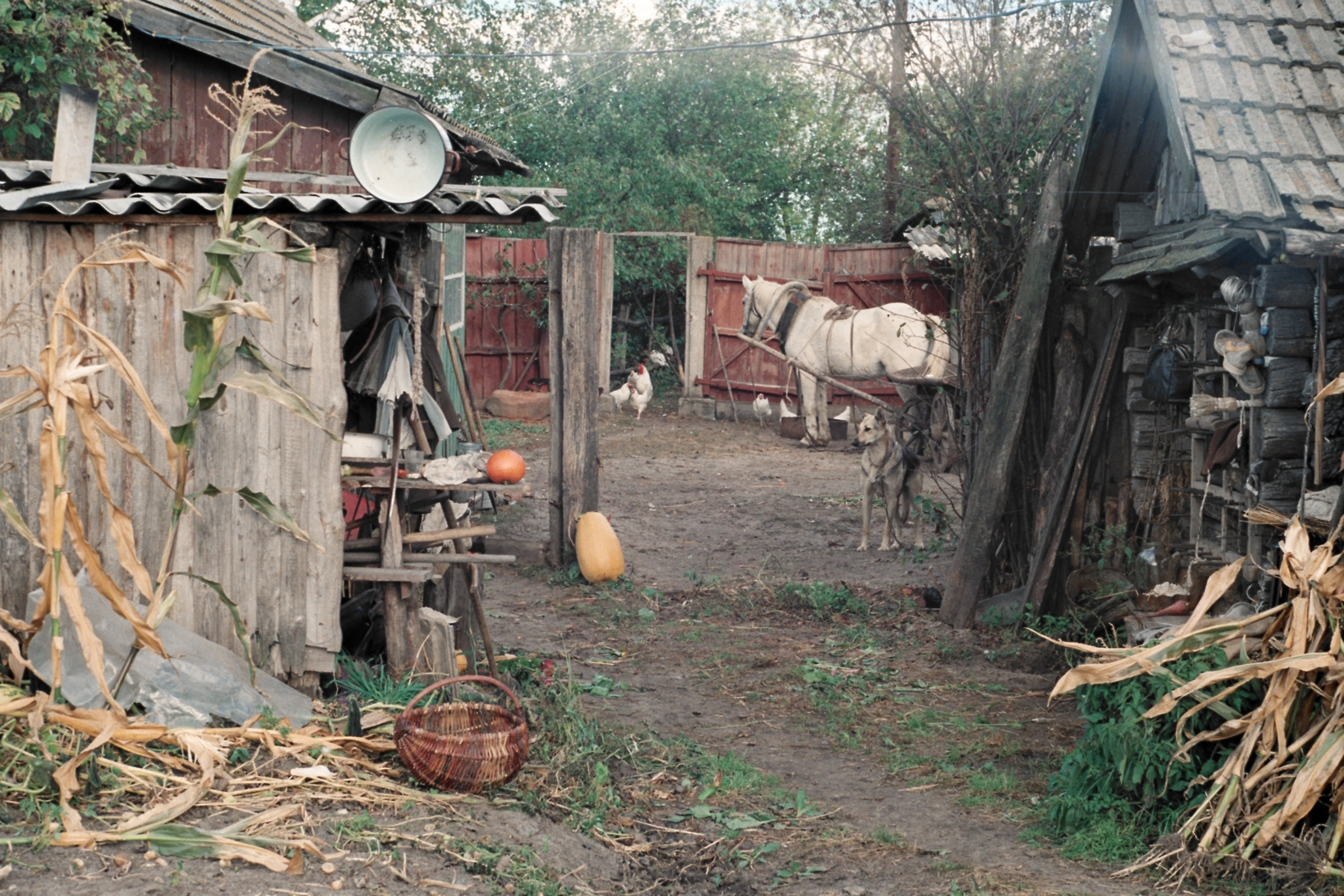
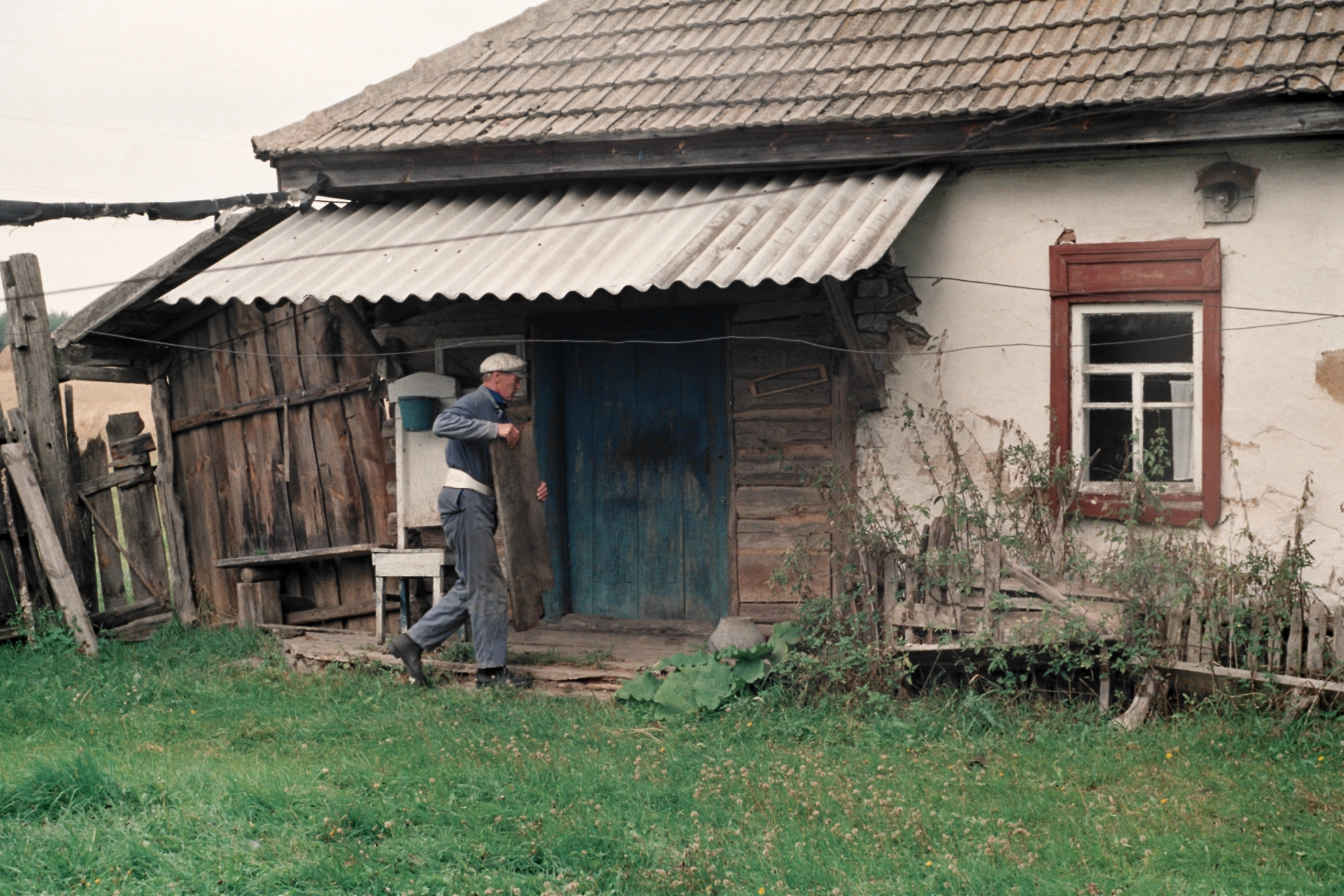
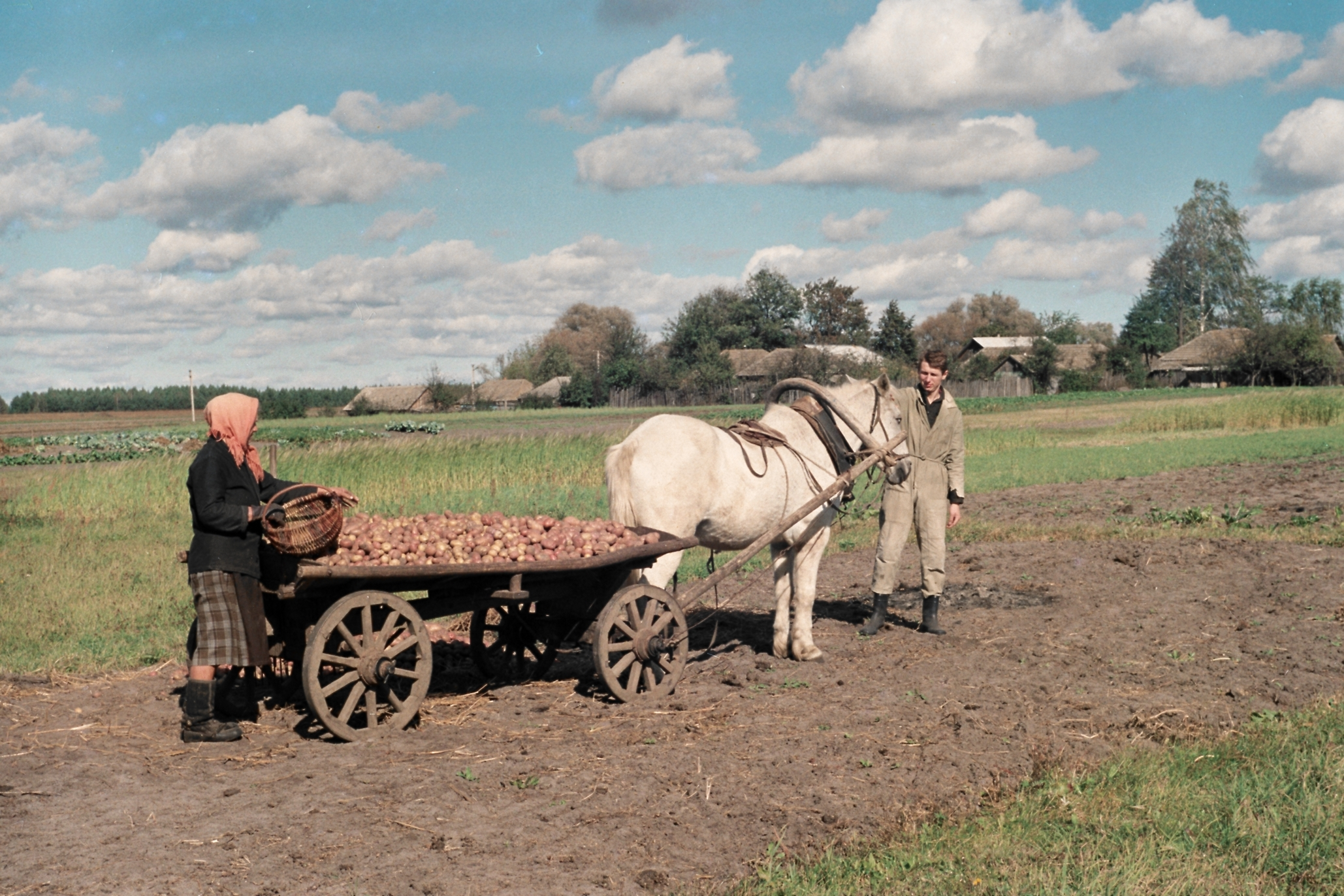